# Joe Gold

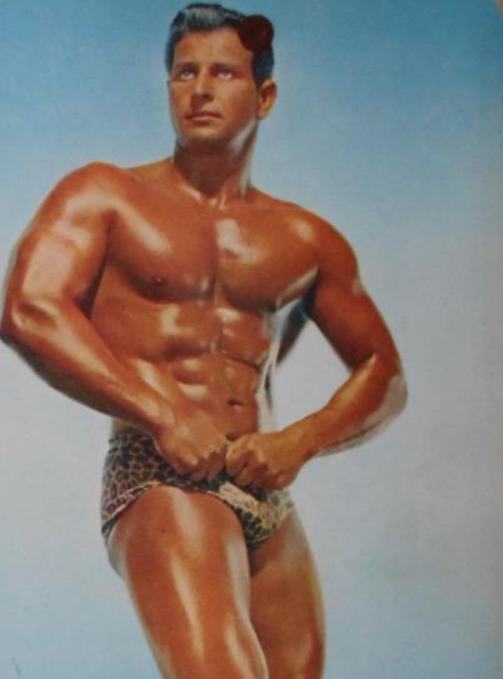
Joe Gold in 1954

Joe Gold (10 de marzo de 1922- 11 de julio de 2004) fue un culturista, empresario y actor de nacionalidad estadounidense. Fue fundador de los gimnasios Gold's Gym y World Gym. Se le considera como el padre del culturismo y de la fiebre del fitness.

## Biografía

### Inicios
Su verdadero nombre era Sidney Gold, y nació en Los Ángeles, California, siendo sus padres Abram Mordechai Goldglejt y Zelda Fieierman. Cursó estudios en la Roosevelt High School de Los Ángeles.
Joe Gold empezó a interesarse por el culturismo a los 12 años de edad, cuando vio las rutinas que su cuñada utilizaba para fortalecer sus brazos. Ella había atado un cubo lleno a ambos lados del palo de una escoba, y utilizaba el artilugio como si fueran pesas. Joe y su hermano, Robert Gold, tuvieron la idea de fabricar su propio equipo a partir de material inservible que se encontraba en el patio de Robert. 
Trabajó como maquinista en la Marina Mercante, y sirvió en la Armada de los Estados Unidos durante la Segunda Guerra Mundial, en la que resultó malherido por un ataque con torpedos, y en la Guerra de Corea.

### Carrera
Ya culturista profesional, pasó una prueba para trabajar en la revista de Mae West, en gira por el país. Fue también extra cinematográfico, participando en películas como Los diez mandamientos y La vuelta al mundo en ochenta días, ambas rodadas en 1956.
En 1965 Joe Gold inauguró el primer gimnasio Gold's Gym en Venice, California. Rápidamente pasó a ser un centro de referencia  para los culturistas de la zona. Entre los numerosos seguidores de Joe Gold figuraba Arnold Schwarzenegger, que empezó a acudir al gimnasio en 1968, poco después de llegar a los Estados Unidos. 
Joe Gold abrió nuevos gimnasios y diseñó el equipo para ellos. Sus innovaciones revolucionaron el deporte, facilitando que más personas pudieran ejercitarse con máquinas. Gold vendió la cadena Gold's Gym en 1970. 
En 1977 lanzó el gimnasio World Gym en Santa Mónica (y después en Marina del Rey, California), el cual dirigió hasta el momento de su muerte.

### Muerte
Joe Gold falleció a los 82 años de edad en Marina del Rey en 2004. 
En su homenaje se concedió en 2012 a Ric Drasin el Premio World Gym a la trayectoria profesional en la Convención Internacional de World Gym celebrada en Las Vegas, Nevada.